# Яльцев, Виталий Алексеевич
Виталий Алексеевич Яльцев — российский инженер, учёный, конструктор, специалист в области разработки систем подрыва ядерных зарядов.

## Биография
Родился 25 апреля 1944 года в Свердловске.
В 1968 г. окончил Московский институт стали и сплавов.
В 1970—2006 гг. работал во ВНИИА в должностях от инженера до начальника научно-исследовательской лаборатории.
Лауреат Премии Правительства РФ 2003 г. за создание исследовательско-испытательного комплекса на основе взрывных ударных стендов для отработки боеприпасов различного назначения, в том числе ядерных, на воздействие интенсивных механических нагрузок.
Награждён медалью «В память 850-летия Москвы».